# Круглопильний верстат

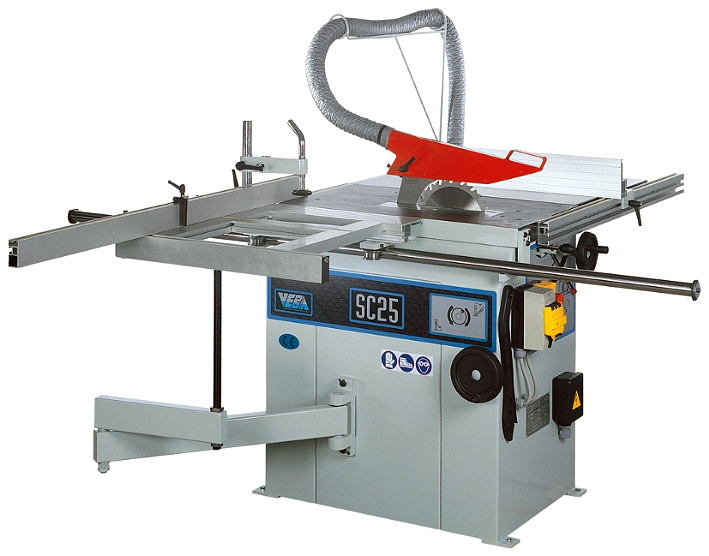
Круглопильний верстат

Круглопи́льний (круглопи́лковий) верста́т (англ. table saw) — деревообробний верстат однопилковий або багатопилковий, призначений для поздовжнього, поперечного або під кутом розкроювання пиломатеріалів на заготовки за допомогою круглих пилок. Складається зі столу та круглого леза, яке виступає через проріз столу та приводиться в рух від електродвигуна (безпосередньо, ременем або шестернями). Глибина різання варіюється шляхом переміщення леза або столу вгору і вниз: чим вище лезо виступає над столом, тим глибша глибина прорізу. Кут різання регулюється взаємним нахилом леза відносно столу.

## Характеристики
Розрізняють круглопильні верстати з автоматичною і ручною подачею матеріалу (або інструменту). Частота обертання пилок 500…3000 об/хв, швидкість подачі 5…120 м/хв.

## Використання
Круглопильні верстати набули в деревообробці значного поширення. Вони використовуються переважно для розпилювання тонкомірної сировини. Основна перевага круглопильних верстатів в порівнянні з іншим обладнанням для розпилювання колод полягає в простоті конструкції, порівняно невеликій вартості і високій продуктивності. Енергоємність розпилювання на круглопильних верстатах нижча, ніж на верстатах іншої конструкції.